# Serafino Stefani
Serafino Stefani (Cortina d'Ampezzo, 15 agosto 1925 – Cortina d'Ampezzo, 17 maggio 2022) è stato un bobbista italiano, atleta ampezzano attivo a cavallo tra gli anni quaranta e cinquanta. Fece parte della nazionale italiana di bob ottenendo un argento ai mondiali di St. Moritz nel 1949, anno in cui diventa campione d'Italia. Nel 1950 partecipa ai mondiali di Cortina d'Ampezzo arrivando settimo.
Arruolatosi nella Legione straniera francese, prese parte alle missioni di guerra in Algeria e in Indocina.